# Robert Bernard
Robert Bernard (Schweinfurt, 10 marzo 1913 – Schweinfurt, 17 febbraio 1990) è stato un calciatore tedesco, di ruolo centrocampista.